# مجلس الشيوخ الاتحادي للبرازيل
مجلس الشيوخ الاتحادي هو المجلس الأعلى للمجلس الوطني البرازيلي، بجانب مجلس النواب، في تشكيل السلطة التشريعية لحكومة البرازيل الاتحادية. 
يقول عالم السياسة والأستاذ فيالجامعة الأسقفية الكاثوليكية في ريو دي جانيرو ريكاردو إسماعيل إن "مجلس الشيوخ، في الدولة التي تبنت الاتحادية بمعنى الانقسام السياسي في ولايات مثل البرازيل، يوجد لتسوية تمثيل كل ولاية من ولايات الاتحاد، فعدد الشيوخ لكل ولاية 3، بينما يعكس تمثيل الولاية في مجلس النواب عدد سكان الولاية، ما قد يؤدي إلى أولوية مصالح الولايات الأكثر سكانا في اتخاذ القرارات في الدولة."